# Red Bull Super Challenge
Red Bull Super Challenge — пригласительный снукерный турнир, проходивший только один раз — в сентябре 1998 года в Китае.
Red Bull Super Challenge был очень похож на аналогичный турнир Red Bull Champions Super League, который также проходил в 1998-м в Китае. В нём также участвовали 6 игроков, из которых 3 были известными профессионалами, а остальные — местными снукеристами, малоизвестными в мэйн-туре. Чемпион определялся по итогам групповой стадии. Red Bull Super Challenge отличался от Red Bull Champions Super League лишь составом участников (Джон Хиггинс, Стив Дэвис, Стивен Хендри; Го Хуа, Пан Вэй Го, Ау Чи Вай) и местом проведения (игры проходили в трёх городах: Сиань, Пекин, Шэньян).
Турнир не входил в сезон мэйн-тура.

## Победители
| Год  | Победитель    | Финалист     | Приз победителю | Спонсор  |
| ---- | ------------- | ------------ | --------------- | -------- |
| 1998 | Стивен Хендри | Джон Хиггинс | £ 12 000        | Red Bull |